# Tyreek Magee
Tyreek Magee (* 27. Oktober 1999 in Kingston) ist ein jamaikanischer Fußballspieler.

## Karriere

### Verein
Tyreek Magee erlernte das Fußballspielen in der Jugendmannschaft vom Harbour View FC. Bei dem Verein aus Kingston, der in der ersten jamaikanischen Liga, der National Premier League, spielte, stand er bis September 2019 unter Vertrag. Für den Verein absolvierte er 19 Erstligaspiele. Am 20. September 2019 ging er nach Europa. Hier unterschrieb er in Belgien einen Vertrag beim KAS Eupen. Hier wird er in der zweiten Mannschaft eingesetzt.

### Nationalmannschaft
Tyreek Magee spielte 2018 sechsmal in der jamaikanischen U20-Nationalmannschaft. Mit der U20 nahm er 2018 an der CONCACAF U-20-Meisterschaft in den Vereinigten Staaten teil. Sein Länderspieldebüt für die A-Nationalmannschaft von Jamaika gab er am 6. Juni 2019 in einem Freundschaftsspiel gegen die Vereinigten Staaten. Hier wurde er in der 77. Minute für Peter-Lee Vassell eingewechselt.